# Galápagosi ölyv
A galápagosi ölyv (Buteo galapagoensis) a madarak osztályának vágómadár-alakúak (Accipitriformes) rendjébe, ezen belül a vágómadárfélék (Accipitridae) családjába tartozó faj.

## Rendszerezése
A fajt John Gould angol ornitológus írta le 1837-ben, a Polyborus nembe Polyborus galapagoensis néven.

## Előfordulása
Az Ecuadorhoz tartozó Galápagos-szigeteken honos. Természetes élőhelyei a szubtrópusi vagy trópusi száraz erdők és cserjések, valamint sziklás tengerpartok. Állandó, nem vonuló faj.

## Megjelenése
A testhossza 56 centiméter, szárnyfesztávolság 116-140 centiméter, testtömege 650-850 gramm.
|  |

## Életmódja
Gyíkokkal, leguánokkal, galambokkal, énekesmadarakkal, rovarokkal és fiatal tengeri madarakkal táplálkozik.

## Szaporodása
Sziklákra gallyakból készíti fészkét.

## Természetvédelmi helyzete
Az elterjedési területe kicsi, egyedszám 270-330 példány közötti, viszont stabil. A Természetvédelmi Világszövetség Vörös listáján sebezhető fajként szerepel.

## További információ
- Képek az interneten a fajról
- Xeno-canto.org - a faj hangja és elterjedési területe